# Langley (Distrikt)
Der Distrikt Langley (auch Township of Langley) ist eine Verwaltungseinheit vom Typ eines municipal district in der kanadischen Provinz British Columbia. Sie gehört zum Regionaldistrikt Metro Vancouver und wird vom Fraser River im Norden und der Grenze zu den Vereinigten Staaten im Süden begrenzt. Im Westen umschließt sie die Stadt Langley und grenzt an Surrey, im Osten schließt sich Abbotsford im Regionaldistrikt Fraser Valley an.
Im Distrikt liegt der historische Pelzhandelsposten Fort Langley der Hudson’s Bay Company von 1827, der die erste Siedlung im Landesinneren an der heute kanadischen Pazifikküste war und in dem 1858 die Gründung von British Columbia ausgerufen wurde. Um den Posten entwickelten sich das heutige Dorf gleichen Namens und weitere Siedlungen, von denen die größte als Langley bekannt wurde. Sie wurde 1955 als selbständige Stadt aus dem Distrikt ausgegründet.

## Demographie
Der Zensus im Jahre 2016 ergab für den Bezirk eine Bevölkerungszahl 117.285 Personen, nachdem der Zensus im Jahr 2011 für den Bezirk noch eine Bevölkerungszahl von 104.177 Einwohnern ergeben hatte. Die Bevölkerung im Bezirk hat dabei im Vergleich zum Zensus aus dem Jahr 2011 deutlich überdurchschnittlich um 12,6 % zugenommen, während sie in der gesamten Provinz British Columbia zeitgleich nur um 5,6 % anwuchs.